# Épsilon Monocerotis
Épsilon Monocerotis (ε Mon / 8 Monocerotis) es una estrella en la constelación de Monoceros, el unicornio, de magnitud aparente +4,39. Se encuentra a 128 años luz del sistema solar.
Épsilon Monocerotis es una estrella doble cuyas componentes se hallan separadas 12,1 segundos de arco. La componente principal, Épsilon Monocerotis A (HD 44769 / HR 2298), está catalogada como una subgigante blanca de tipo espectral A5IV. Tiene una temperatura de 8300 K y es 20 veces más luminosa que el Sol. Sus parámetros de radio y masa —respectivamente 2,2 y 1,9 veces mayores que los del Sol—, muestran que en realidad es una estrella de la secuencia principal y no una subgigante, con una edad aproximada de 700 millones de años. Gira sobre sí misma a una velocidad de al menos 137 km/s, lo que se traduce en un período de rotación igual o inferior a 19 horas.
Épsilon Monocerotis B (HD 44770 / HR 2299) es una estrella blanco-amarilla de tipo F5V y 6600 K de temperatura. Con una luminosidad 2,5 veces mayor que la luminosidad solar, su radio es un 20% más grande que el del Sol y su masa un 25% mayor que la de nuestra estrella. Separada de la estrella principal al menos 500 UA, el período orbital del sistema es de más de 6000 años.
A su vez, Épsilon Monocerotis A es una binaria espectroscópica. El período orbital de la estrella acompañante es de 331 días; si su masa fuese la mitad de la masa solar, la separación respecto a Épsilon Monocerotis A sería de sólo 1,25 UA.